# アンダルシア風ソース

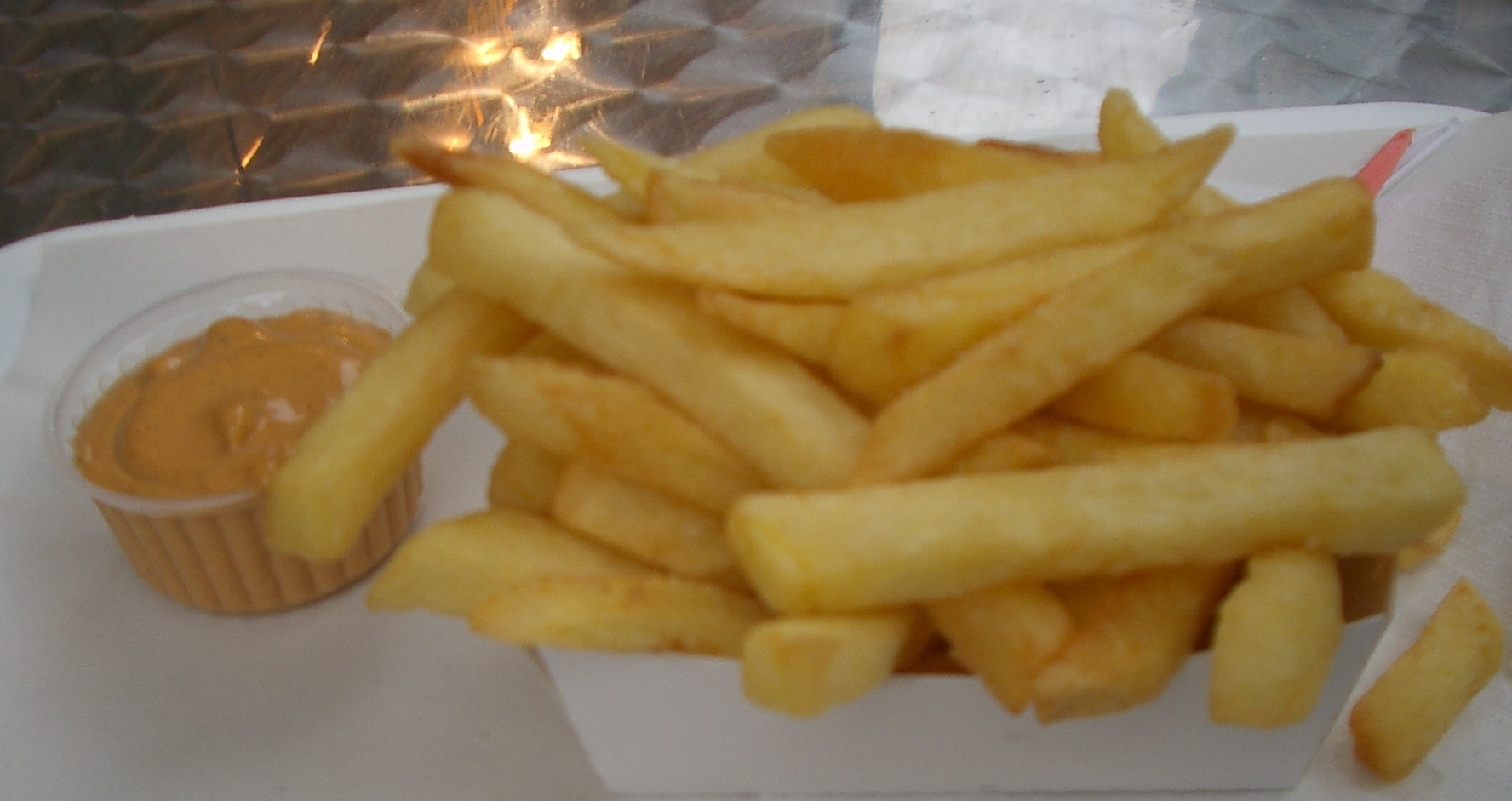
アンダルシア風ソースを添えたフリッツ

アンダルシア風ソース（Sauce andalouse）は以下のいずれかである：
- トマトと甘唐辛子をベースにした温かいソースで、パセリとニンニクで味付けされたもの。いくつかのレシピでは、ソース・エスパニョールをベースに使用することもある。
- マヨネーズ、トマト、さまざまなスパイス、ニンニク、エシャロット、ピーマン、甘唐辛子を使用した冷たいソース。エスコフィエによって1903年に記述されている。

現在、アンダルシア風ソースは大手スーパーで既製のソースとして販売される。
ベルギーでは、フリッツのお供として最も人気のあるソースの一つ。